# تپه گنبز
تپه گنبز مربوط به عصر آهن است و در شهرستان اهر، بخش مرکزی، دهستان آذغان، روستای رشت آباد واقع شده و این اثر در تاریخ ۱۵ دی ۱۳۸۷ با شمارهٔ ثبت ۲۳۹۴۱ به‌عنوان یکی از آثار ملی ایران به ثبت رسیده است.